# 日本基督教団平安教会
'
日本基督教団平安教会（にほんきりすときょうだんへいあんきょうかい）は、京都府京都市左京区岩倉にある日本基督教団の教会である。

## 沿革
1876年12月10日に新島襄から洗礼を受けた、8名に神戸、函館、熊本からの12名を加えた20名によって、東竹屋町のE・T・ドーン宣教師宅で結成された京都第三公会を前身とする教会である。1877年に第三公会は京都新町三条上る（現在は中京区）に移転した。
京都第一公会が1876年11月に創立され、京都第二公会が12月に創設されたのに続いた。1886年に第二公会会員の内の同志社関係者が同志社教会を組織すると、第二公会会員の残りは第一公会に移籍し、1887年6月に第三公会は第一公会と合併して、170名の会員で平安基督公会になった。
1887年12月に仮会堂献堂を行い、1897年には会堂を献堂する。
1973年には山口文象の設計により左京区岩倉東五田町に新会堂を建設する。1976年12月に創立100周年記念式を行った。

## 歴代牧師

### 仮牧師
- 本間重慶
- 森田久萬人
- 海老名弾正
- 山田良斉

### 牧師
- 綱島佳吉
- 松山高吉
- 不破唯次郎
- 原田助
- 湯浅半月
- 西尾幸太郎
- 山口金作